# James Buffington
James Buffington (15. května 1922, Jersey Shore, Pensylvánie, USA – 20. července 1981, Englewood, New Jersey) byl americký hudebník, hráč na lesní roh. 
Jeho otec hrál na klavír a trubku, on sám však byl samouk. Později studoval na Eastman School of Music. Během své kariéry, při níž působil převážně jako studiový hudebník, spolupracoval s mnoha hudebníky, mezi něž patří například John Coltrane, Mundell Lowe, Miles Davis, Dizzy Gillespie a Manny Albam.